# Teslui, Dolj
Teslui là một xã thuộc hạt Dolj, România. Dân số thời điểm năm 2002 là 2797 người.